# Boricyrtinus nilseni
Boricyrtinus nilseni là một loài bọ cánh cứng trong họ Cerambycidae.